# Estação Facultad de Derecho
A Estação Facultad de Derecho é uma das estações do Metro de Buenos Aires, situada em Buenos Aires, seguida da Estação Las Heras. É uma das estações terminais da Linha H.
Foi inaugurada em 17 de maio de 2018. Localiza-se no cruzamento da Avenida Pueyrredón com a Avenida Figueroa Alcorta. Atende o bairro de Recoleta e a Faculdade de Direito da Universidade de Buenos Aires.